# Transistor de contacto

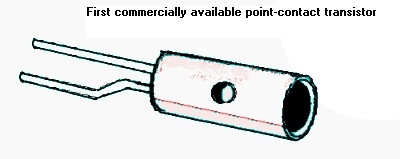
Un dibujo del primer transistor de contacto disponible comercialmente

El transistor de contacto fue el primer tipo de transistor que se demostró con éxito. Fue desarrollado por los científicos de investigación John Bardeen y  Walter Brattain a laboratorios Bell en diciembre de 1947. Trabajaron en un grupo dirigido por el físico William Shockley. El grupo había estado trabajando conjuntamente en experimentos y teorías de efectos de campo eléctrico en materiales de estado sólido, con el objetivo de sustituir  los tubos de vacío por un dispositivo más pequeño que consume menos energía .

## Historia

Dibujo básico de un transistor de contacto

El experimento crítico, realizado el 16 de diciembre de 1947, consistía en un bloque de germanio, un semiconductor, con dos contactos de oro muy espaciados sostenidos contra él por un muelle. Brattain enganchó una pequeña tira de papel de oro sobre el vértice de un triángulo de plástico de cierto grosor: una configuración que es esencialmente un diodo de contacto. A continuación, cortó cuidadosamente el oro en la punta del triángulo. Esto produjo dos contactos de oro aislados eléctricamente muy cercanos.
El trozo de germanio utilizado tenía una capa superficial con un exceso de electrones. Cuando una señal eléctrica recorrió la lámina de oro, inyectó  huecos (puntos que no tienen electrones). Esto creó una capa fina que tenía una escasez de electrones.
Una pequeña corriente positiva aplicada a uno de los dos contactos tenía una influencia sobre la corriente que fluía entre el otro contacto y la base sobre la que se montaba el bloque de germanio. De hecho, un pequeño cambio en la corriente del primer contacto provocaba un cambio mayor en la corriente del segundo contacto, por lo tanto se producía una amplificación. El primer contacto es el "emisor" y el segundo contacto es el "colector". El terminal de entrada de baja corriente al transistor de contacto es el emisor, mientras que los terminales de corriente de alta salida son la base y el colector. Esto difiere del tipo de transistor de unión bipolar posterior inventado en 1951 que funciona como aún lo hacen transistores, con el terminal de entrada de baja corriente como base y los dos terminales de corriente alta son el emisor y el colector.
El Transistor de Western fue comercializado y vendido por Western Electric y otros, pero pronto fue sustituido por  transistor bipolar de unión, más fácil de fabricar y más resistente

## Conformación
Si bien los transistores de contacto normalmente funcionaban bien cuando los contactos metálicos se colocaban juntos simplemente sobre el cristal base de germanio, era deseable obtener una ganancia de corriente α lo más alta posible.
Para obtener una ganancia de corriente α más elevada en un transistor de contacto, se utilizaba un breve impulso de alta intensidad para modificar las propiedades del punto de contacto del colector, una técnica llamada 'conformación eléctrica'. Normalmente se hacía cargando un condensador de un valor alto a una tensión determinada y después se descargaba entre los electrodos colector y base. Esta técnica tenía una tasa de errores importante, por lo que se debían descartar muchos transistores ya encapsulados. Si bien los efectos de la conformación se entendían empíricamente, la física exacta del proceso nunca se pudo estudiar adecuadamente y, por tanto, no se desarrolló una teoría clara para explicarla ni se llegó a proporcionar ninguna orientación de como mejorarla.
A diferencia de los dispositivos semiconductores posteriores, existe la posibilidad de que un aficionado pueda fabricar un transistor de contacto, a partir de un  diodo de contacto de germanio como materia prima (incluso se puede utilizar un diodo quemado y el transistor se puede volver a fabricar si se estropea, varias veces si es necesario).

## Características
Algunas características de los transistores de contacto difieren del transistor de unión posterior:
- La ganancia de corriente de base común (o α) de un transistor de contacto es alrededor de 2 a 3, mientras que la ganancia α del transistor de unión bipolar (BJT) no puede superar 1. En cambio la ganancia de corriente de emisor común (o β) de un transistor de contacto no puede ser superior a 1, mientras que la ganancia β de un BJT está normalmente entre 20 y 200.
- Resistencia negativa diferencial.
- Cuando se utilizan en el modo saturado en  lógica digital, en algunos diseños de circuitos (aunque no en todos) quedan bloqueados en estado de conducción, haciendo necesario desconectarlos durante un corto tiempo en cada ciclo de máquina para devolverlos al estado de no-conducción